# Teymur Mammadov
Teymur Mammadov (n. 11 ianuarie 1993, Tomsk, Regiunea Tomsk, Rusia) este un boxer ce a reprezentat Azerbaidjan, medaliat olimpic. A participat la două ediții ale Jocurilor Olimpice (2012, 2016) în care a câștigat o medalie de bronz.

## Participări
Lista de mai jos prezintă principalele competiții la care a participat Teymur Mammadov de-a lungul carierei.
- boxing at the 2012 Summer Olympics – men's heavyweight[*]